# Jelisaweta Iwanowna Tischtschenko
Jelisaweta Iwanowna Tischtschenko (russisch Елизавета Ивановна Тищенко, englische Transkription Elizaveta Tishchenko; * 7. Februar 1975 in Kiew, Sowjetunion) ist eine ehemalige russische Volleyballspielerin. Mit ihren Vereinen und der Nationalmannschaft gewann sie zahlreiche nationale und internationale Titel.

## Karriere
Tischtschenko kam 1991 als U20-Weltmeisterin zum Verein VK Uralotschka-NTMK. In Jekaterinburg wurde sie fünf Mal in Folge sowjetischer bzw. russischer Meister. Mit der russischen Nationalmannschaft, in der sie 1991 debütierte, gewann sie bei der Europameisterschaft 1993 in Brünn ihren ersten internationalen Titel, den sie vier Jahre später an gleicher Stelle erneut erringen konnte. Zusätzlich zu mehreren vorderen Platzierungen beim Volleyball World Grand Prix wurde sie 1994 und 1998 jeweils Dritte bei den Weltmeisterschaften. 1996 in Atlanta nahm sie erstmals an den Olympischen Spielen teil. Auf Vereinsebene spielte sie zwischen 1995 und 1999 in Japan und Kroatien, wo sie mit NEC Red Rockets und OK Dubrovnik jeweils nationaler Meister wurde und 1998 außerdem die Champions League gewann. Nach einer halbjährigen Abstecher zum italienischen Verein Rubiera Sassuolo kehrte sie nach Jekaterinburg zum VK Uralotschka-NTMK, der auch von 2000 bis 2004 die russische Meisterschaft dominierte. Zwischen zwei weiteren EM-Titeln 1999 und 2001 kam Tischtschenko mit der Nationalmannschaft ins olympische Finale 2000. Durch ihre Leistungen beim Grand-Prix-Sieg und der Weltmeisterschaft avancierte sie in der FIVB-Statistik zur besten Angreiferin des Jahres 2002. Zwei Jahre später führte sie die russische Auswahl trotz einer drei Monate zuvor durchgeführten Operation am Knie erneut ins Olympiaendspiel. Nach der knappen Niederlage trat sie mit einer Bilanz von mehr als 470 Länderspielen aus der Nationalmannschaft zurück. Ihre Vereinskarriere setzte sie hingegen in der Saison 2004/05 beim deutschen Bundesligisten 1. VC Wiesbaden fort. Außerdem unterstützte sie die Organisation der russischen Aktivitäten im Beachvolleyball. 2007/08 spielte sie noch ein Jahr lang in der Schweizer Liga beim VBC Cheseaux.

## Privates
Während ihrer Zeit in der Bundesliga heiratete Tischtschenko am 12. Februar 2005 im Stadtschloss Wiesbaden einen Frankfurter Personalberater.